# Marcel Bekaert
Marcel Bekaert (Wevelgem, 20 gennaio 1923 – Marbella, 18 settembre 1992) è stato un ciclista su strada, ciclocrossista e dirigente sportivo belga Professionista dal 1945 al 1956.

## Carriera
La sua vittoria più importante fu il Grand Prix de Charleroi del 1953, mentre nel si classificò quattordicesimo nella classifica generale del Giro del Belgio nel 1954, e nel 1958 fu terzo nel Criterium di Amiens.
Dopo il ritiro fu direttore sportivo dal 1959 al 1961 della Alcyon. successivamente divenne un noto organizzatore di corse: fu sua la gestione di gare quali la Gullegem Koerse, la Parigi-Bruxelles (dal 1963), e dal 1964 del Tour du Condroz. A causa della scomparsa di questa corsa per mancanza di sponsor nel 1978, prese l'iniziativa di fondare una nuova corsa; trasferitosi da poco in Spagna, fu uno dei primi organizzatori della Classica di San Sebastián, ruolo che mantenne, insieme alla sua società, fino alla sua scomparsa, avvenuta nel 1992, quando la corsa passò al quotidiano El Diario Vasco, in seguito acquisito dalla Amaury Sport Organization.
Dal 1974 fu inoltre organizzatore del Tour de Bretagne, corsa che nel 2013 ha dedicato una tappa in suo onore.

## Famiglia
Di origini olandesi, era il cugino di secondo grado del ciclista Jos van der Poel (1927-1990), capostipite della nota famiglia di ciclisti su strada/ciclocrossisti van der Poel.   

## Palmares
- 1948

Gran premio di Affligem
Schelda-Dendre-Lys
- 1951

Gand-Brugge
- 1953

Grand Prix de Charleroi
- 1954

Gand-Brugge

### Altri successi
- 1952

Kermesse di Nederbrakel
Kermesse di Borgerhout

## Piazzamenti

### Grandi giri
- Giro d'Italia

1951: ritirato
1952: ritirato